# Cosmoplatidius sellatus
Cosmoplatidius sellatus là một loài bọ cánh cứng trong họ Cerambycidae.